# Oochigeas
La légende d'Oochigeas est une chanson de Roch Voisine inspirée d'un conte Abénaquis, reprenant plusieurs thèmes de l'histoire de Cendrillon (voir le paragraphe En Amérique). Le chanteur a fait une version anglaise et française de cette chanson. Elle paraît pour la première fois dans l'album I'll Always Be There en 1993.

## Résumé du conte
Une jeune fille nommée Oochigeas, ce qui signifie « la petite marquée » (par le feu), troisième sœur d'une famille pauvre, est abandonnée à une famille de potiers. Elle est chargée de l'entretien du feu pour cuire les poteries. À force de souffler sur les braises, elle a le visage marqué et les cheveux roussis par les flammes, les habits toujours couverts de suie et de cendres.
Un prince chasseur, Team, cherche l'amour. On le dit très beau mais il est invisible, ce qui le condamne à la solitude. Seule sa sœur peut le voir et rapporte dans les villages que le prince épousera la première personne capable de le voir. Les deux grandes sœurs d'Oochigeas se présentent pour le rencontrer, feignent de le voir lorsqu'une barque vide passe devant elles mais sont vite démasquées.
Oochigeas se confectionne une sorte de robe avec des écorces de bouleau, s'approche à son tour et voit le prince. La sœur de Team propose à Oochigeas un peigne pour se coiffer pour le mariage, mais celle-ci n'a plus assez de cheveux car ils sont brûlés par les flammes. Elle se peigne toutefois, et les cheveux reviennent par magie, de même que les brûlures disparaissent de son visage.
Team et Oochigeas se marient et vivent heureux, avec la sœur de Team. Le conte se termine sur la morale que le courage et le bon esprit rendent toutes choses possibles.